# Laura Marano
Laura Marano nascuda Laura Marie Marano (Los Angeles, Califòrnia, Estats Units, 29 de novembre de 1995) és una actriu i cantant estatunidenca. Coneguda per interpretar des de fa diverses temporades el paper d'Ally a la sèrie americana Austin i Ally així com el de Monica a Bad Hair Day.

## Biografia
Laura va néixer a Los Angeles el 29 de novembre de 1995. La seva mare es diu Ellen Marano i és la propietària del Teatre de la infantesa Agoura. El seu pare es diu Damiano Marano. És la germana petita de Vanessa Marano, l'estrella de la sèrie Switched at Birth a l'ABC. És d'ascendència italiana.
Va començar amb 5 anys el seu ofici d'actriu, a continuació va treballar per a moltes produccions al Teatre Stage Door. Ha tingut petits papers a Ghost Whisperer, Medical Investigation, Huff i Joan de Arcardia. El seu paper més important a la televisió va ser a Without a Trace. Ha posat igualment la seva veu a films d'animacions com Buscant en Nemo o Ice Age: L'edat de gel.
Era un membre regular de l'emissió de joc FOX. Laura ha aparegut en diversos episodis de The Sarah Silverman Program i de  Dexter. És actualment la coprotagonista amb Ross Lynch a Austin i Ally, on protagonitza Ally Dawson.
L'any 2014, va participar en el clip de The Vamps, Somebody To You, amb Demi Lovato, aparegut el 9 de juny.
L'any 2015, és l'estrella del film Bad Hair Day, producció de Disney Channel. L'any 2016, actua al film de la Disney Channel: Mère et fille: California Dream.

## Carrera de cantant
Canta a Austin i Ally: 
- Me & You (sola ; i amb Cameron Jebo - Gavin Young)
- You Can Come To Me (amb Ross Lynch)
- The Me That You Don't See (sola)
- Finally Me (sola)
- I Love Christmas (amb Ross Lynch)
- Redial (sola)
- Paracaigudes (sola)
- Don't Look Down (amb Ross Lynch)
- You Don't See Me (sola)
- Dance Like Nobody's Watching (sola)
- Play My Song (sola)
- Perfect Christmas (amb Ross Lynch)

Fora de la sèrie, ella compon la cançó Finally Me.
El Nadal de 2014, canta per a Disney Channel: 
- Jingle Bell Rock
- Last Christmas

El març 2015, signa un contracte amb Big Machine Records, la mateixa etiqueta que la de Taylor Swift. Estava representada per Walt Disney (sola), Hollywood Records (grup) i Razor & Tie (Kidz Bop Kids). Surt el 4 d'abril de 2016 el primer single del seu àlbum titulat Boombox. El 25 d'agost de 2016, surt el segon single, La La.
El mateix any, canta la cançó de la sèrie animada Miraculous, les aventures de Ladybug i Gat Negre  a la versió anglòfona. El clip és dirigit per Cole Walliser, amb qui ja havia treballat en el vídeo de la seva cançó Boombox.

## Filmografia

### Cinema
- 2005: The Jacket: Jackie, de nen
- 2012: Disney 365: ella mateixa
- 2014: A Sort of HomeComing: Amy[5]
- 2015: La meva pitjor jornada: Monica
- 2017: Lady Bird de Greta Gerwig: Diana Glass
- 2018: The War with Grandpa de Tim Hill: Mia
- 2022: The Royal Treatment: Isabella

### Televisió
- 2003-2004: Without a Trace: Kate Malone
- 2004: Joan of Arcadia: Emily
- 2005: Medical Investigation: Brooke Beck
- 2005: The X's: Scout (veu)
- 2006: Ghost Whisperer: Audrey
- 2006: Dexter: Debra jove
- 2007-2008: Back to You: Gracie
- 2007-2008: Sarah Silverman Program: Sarah Silverman jove
- 2008: Gary Unmarried: Louise Brooks
- 2009: Heroes: Jove Alice
- 2009: Little Monk Cousin Lauren: Marsha
- 2010: True Jackson: Molly (temporada 2, episodi 7)
- 2010: The Sarah Silverman Program: Jove Sarah Silverman
- 2010: FlashForward: Jove Tracy (temporada 1, episodi 13)
- 2010: Childrens Hospital: Haly (temporada 2, episodi 7)
- 2011-2016: Austin i Ally: Ally Dawson
- 2012: Jessie: Ally Dawson (temporada 2, episodi 6)
- 2014: Liv i Maddie: Salvatge (temporada 1, episodi 16)
- 2015: Alvin and the Chipmunks: The Road Chip: la guardiana dels nois
- 2016: Mère et fille: California Dream.

## Vídeoclips
- 2012: Words
- 2012: Heard it on the radio, Ross Lynch
- 2014: Somebody To You, The Vamps per Demi Lovato
- 2016: Boombox

## Filantropia

### Els amics de Disney per al canvi
Amb Ross Lynch, treballa als TreePeople amb objectiu no lucratiu, que inspiren la preservació i la creació d'espais verds a San Pedro, escola primària organitzativa de Los Angeles. Laura i Ross al costat dels estudiants i voluntaris de la Disney, ha plantat 350 arbres i jardins escolars en el marc de la subvenció que ha fet Disney (100.000 dòlars) per ajudar els jardins de les escoles i proporcionar a més de 20.000 estudiants de Los Angeles el coneixement del seu entorn.

### Treball ambUnicef
L'agost de 2013, Laura Marano és nomenada ambaixadora per la Unicef. Ajuda per exemple a recollir diners a Halloween per ajudar els nens de tot el món.

### Campanya Dilluns sense carn
L'agost de 2014, és nomenada ambaixadora per a la campanya « Step up to the Plate » per Disney i Birds Eye Vegetables. Aquesta campanya consisteix a convèncer els nens a menjar llegum als Estats Units amb altres estrelles com Bella Thorne, Kaley Cuoco, Katy Perry, Kristen Bell, Ke$ha, Paul Wesley i Ian Somerhalder. Laura ha participat en una sessió de fotos i un vídeo de suport a la campanya. La campanya ha distribuït milers de cartells per a les escoles a través del país, explicant els avantatges de renunciar a la carn una vegada per setmana.

## Premis i nominacions
| Any  | Premi               | Categoria                       | Treball nominat | Resultat | Ref. |
| ---- | ------------------- | ------------------------------- | --------------- | -------- | ---- |
| 2014 | Premis Teen Choice  | Actriu escollida de TV: Comèdia | Austin & Ally   | nominada |      |
| 2015 | Premis Kid's Choice | Actriu preferida de TV          | Austin & Ally   | Premiat  |      |